# Eupithecia sinuosaria
Eupithecia sinuosaria là một loài bướm đêm thuộc họ Geometridae. Nó là loài đặc hữu của Đông Á, but has expanded its range to Trung Âu.
The length of the fore-wings is 10–12 mm. Con trưởng thành bay từ tháng 6 đến tháng 8 tùy theo địa điểm.
Ấu trùng ăn Chenopodium album, Chenopodium pratericola, Chenopodium hybridum, Chenopodium glaucum, Atriplex patula và Polygonum aviculare.